# Kościół klasztorny Vreta
Kościół klasztorny Vreta (szw. Vreta klosters kyrka) – kościół parafialny Kościoła Szwecji, należący do diecezji Linköping. Pierwotnie należał do zakonu benedyktynek, a później do cysterek. Jeden z najstarszych kościołów Szwecji. Do nadejścia reformacji stanowił część kompleksu klasztornego Vreta.

## Historia

### Okres katolicki

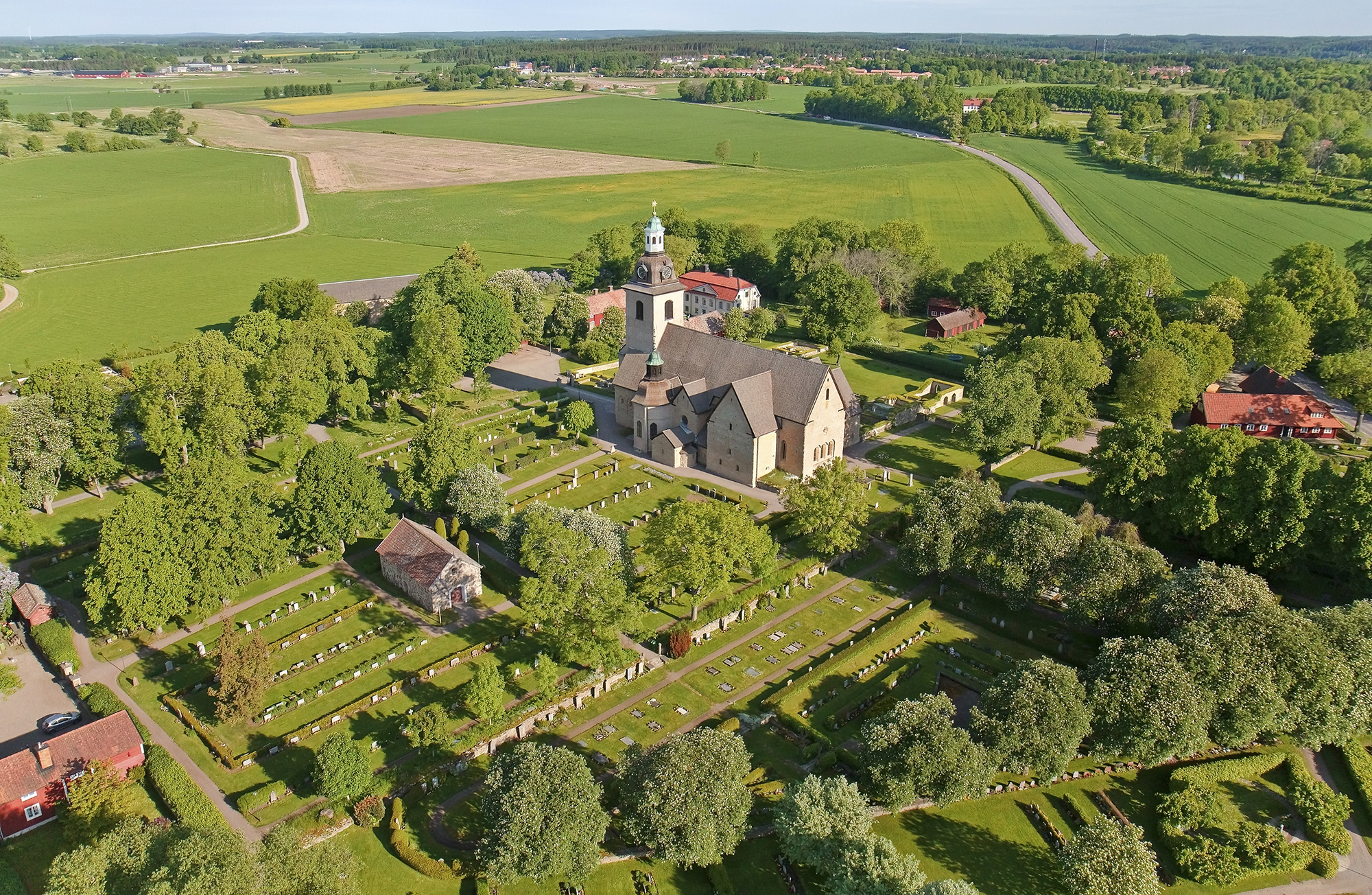
Widok na kościół i pozostałości klasztoru (na pierwszym planie)

Kościół klasztorny Vreta położony jest na wysoczyźnie. Jego nazwa pochodzi od starego słowa „vret”, które oznacza niewielkie pole. Liczne prehistoryczne grobowce i osady w okolicy wskazują, że Vreta znajduje się w starym centrum osadnictwa. Jest wymieniona w źródłach historycznych już na początku XII wieku. Podczas badania kościoła znaleziono pozostałości grobowców z napisami runicznymi (tzw. Eskilstunakistor), datowanymi na II połowę XI wieku, wskazującymi, iż na tym miejscu mógł istnieć kościół drewniany. Klasztor Vreta został prawdopodobnie założony na początku XII wieku dla benedyktynek przez jednego z pierwszych chrześcijańskich władców Szwecji, Inge I Starszego, i jego żonę, Helenę. Detale z architektury kościelnej wskazują, iż był on najwcześniejszym budynkiem klasztornym w ówczesnej Szwecji. Możliwe też, że był to pierwotnie kościół biskupi z powiązaną z nim regularną kapitułą, kapłanami mieszkającymi przy kościele w warunkach podobnych do klasztornych. W 1162 roku król Karol Sverkersson osadził w klasztorze cysterki. Przekazał im w darze swoją działkę (kungsgård), aby mogły zbudować na niej kościół. Kościół powstał jako założenie trzynawowe. Część prezbiterialna przeznaczona była dla zakonnic, a korpus nawowy dla wiernych. Kościół, podobnie jak inne świątynie cysterskie, został dedykowany Marii Pannie (Sancta Maria de Wretis). Podczas inauguracji kościoła siostra króla, Ingegerd, została pierwszą ksienią klasztoru pełniąc tę funkcję przez blisko 40 lat. Tuż przed 1248 rokiem kościół klasztorny doznał poważnych zniszczeń w wyniku pożaru. Po odbudowie został 13 czerwca 1289 roku oficjalnie konsekrowany przez biskupa Bengta (Benedykta), w obecności jego brata, króla Magnusa I Birgerssona i królowej Jadwigi. Przez cały okres średniowiecza kościół pełnił funkcję zarówno kościoła parafialnego, jak i klasztornego. W 1432 roku kościół i klasztor ponownie strawił pożar.

### Okres reformacji
Król Gustaw I Waza zajął posiadłości i majątek klasztoru i wstrzymał przyjmowanie nowych zakonnic. Dwie ostatnie siostry zmarły w 1582 roku, a opuszczony klasztor stopniowo popadał w ruinę. Kościół natomiast stał się kościołem parafialnym Kościoła Szwecji. Swoją ławkę miał w nim syn króla, książę Östergötland Magnus. W XVII wieku kościół stał się miejscem pochówku rodzin szlacheckich zamieszkujących parafię, w tym Douglasów, do których należała zachowana do dziś krypta rodzinna przy ścianie południowej. Podczas zakrojonej na szeroką skalę restauracji kościoła w latach 1915–1917 ówczesny główny konserwator zabytków, Sigurd Curman, zbadał dokładnie jego historię.

## Architektura

### Wygląd zewnętrzny
Starsza, zachodnia część kościoła (wieża i korpus nawowy) została zbudowana z nieobrobionych ciosów wapiennych, natomiast wschodnia część, nowsza, została wzniesiona z ciosów wygładzonych. Najstarsza częścią kościoła jest trzynawowy korpus. W części wschodniej przecina go transept. W przeszłości istniało również prezbiterium z apsydą, zamknięta od wschodu półokrągłym obejściem. Również ramiona transeptu zamknięte były od wschodu apsydami. W prezbiterium znajdował się ołtarz główny, flankowany dwoma ołtarzami. Korpus nawowy zamykał od zachodu westwerk. Nie jest pewne, czy w średniowieczu kościół miał wieżę zachodnią. Przy południowej ścianie, na zachód od ramienia transeptu zbudowano po niedługim czasie niewielką kaplicę, jedyną w swoim rodzaju w Szwecji, opartą na zewnątrz na planie kwadratu, a wewnątrz na planie koła, przesklepioną kopułą i z apsydą od wschodu. Plan kościoła przypomina najstarszą romańską katedrę w Linköping. W północnym ramieniu transeptu znajdują się pozostałości zamurowanej bramy, prowadzącej być może do najstarszej części klasztoru. Świadczą o tym również badania archeologiczne przeprowadzone podczas prac wykopaliskowych w 1988 roku. Po rozbudowie klasztoru po roku 1160 wybudowano od wschodu nowe prezbiterium, przystosowane do nowego i prawdopodobnie większego klasztoru. Miało ono typowy, cysterski styl i było zamknięte od wschodu prostą ścianą, przeprutą trzema jednakowej wielkości oknami na wschodzie (zrekonstruowanymi) i mniejszym oknem w kształcie krzyża ponad nimi.

### Wnętrze

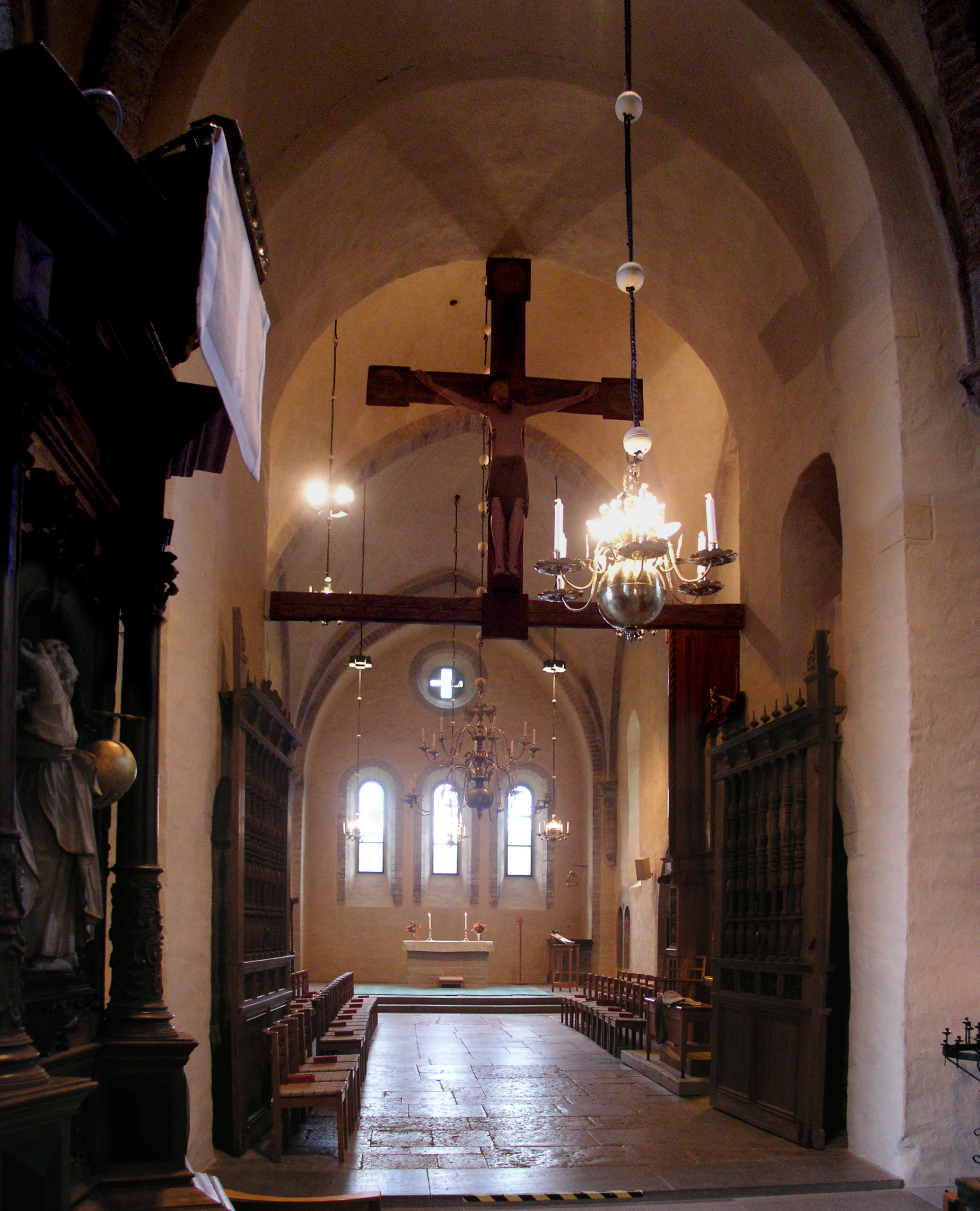
Widok na prezbiterium. Na pierwszym planie krucyfiks triumfalny

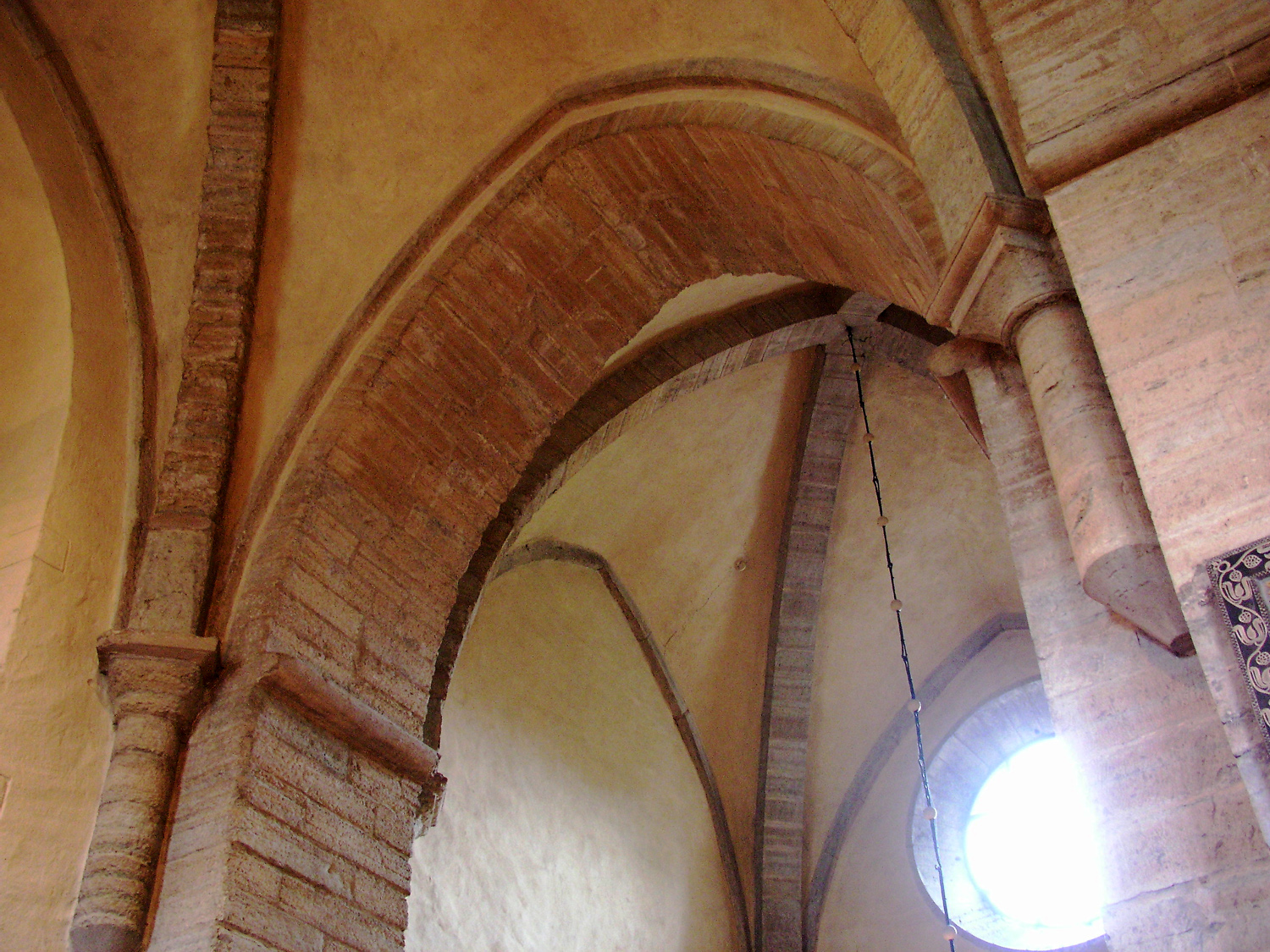
Fragment sklepień

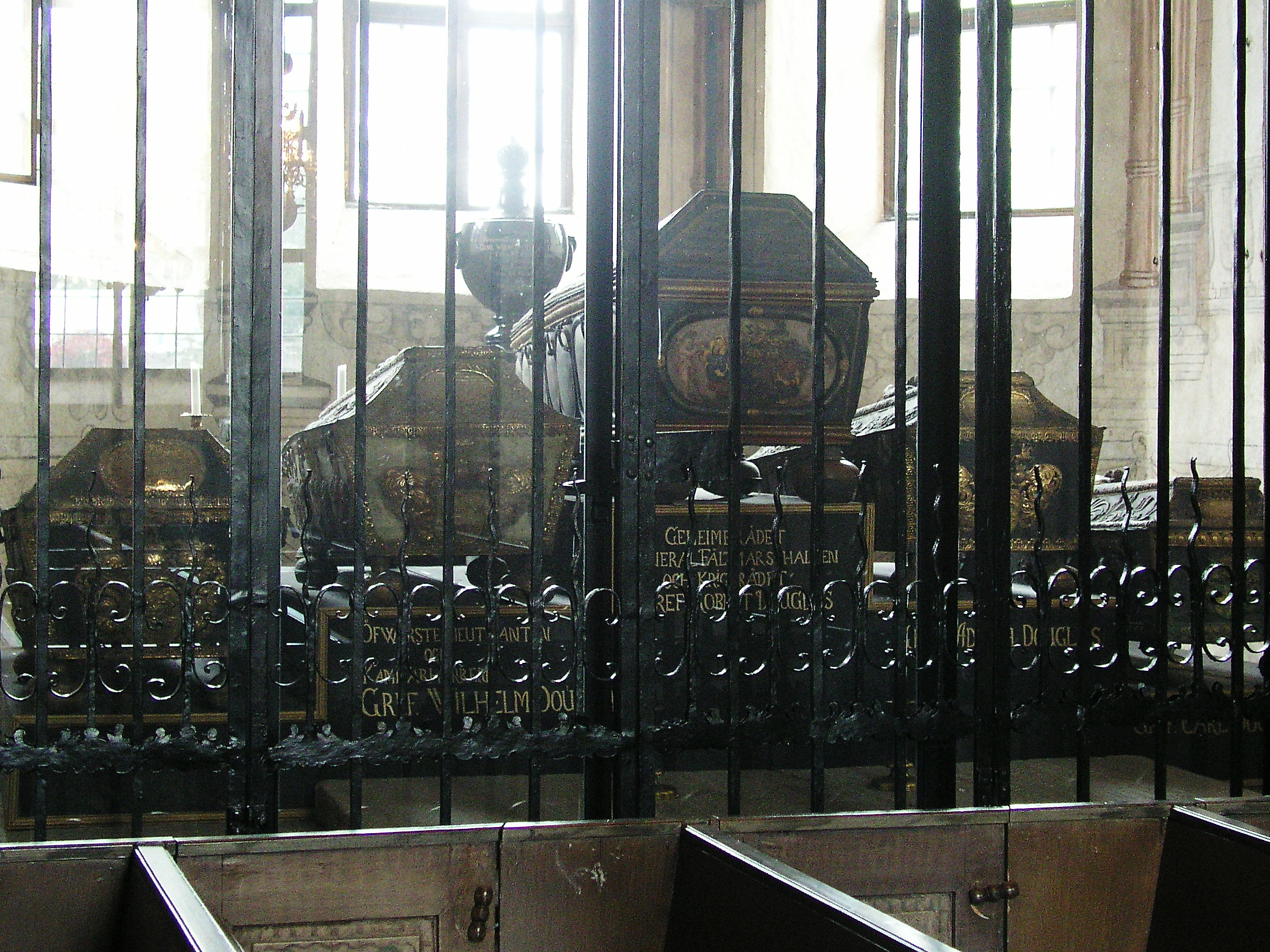
Kaplica Douglasów – sarkofagi

#### Westwerk
Z pierwotnego westwerku zachowały się tylko dwie dolne kondygnacje. Westwerk dzisiejszy, nieco szerszy niż korpus nawowy, składa się z kwadratowego pomieszczenia centralnego, flankowanego od północy i południa mniejszymi pomieszczeniami.

#### Korpus nawowy
Korpus nawowy w znacznej części zachował swój stan pierwotny. Obecne główne wejście prawdopodobnie od początku prowadziło od zachodu. Kościół ma też drugi portal, od południa. Duże okna naw pochodzą z XVIII wieku, okna pierwotne zachowały się jedynie we fragmentach. Kościół był pierwotnie trzynawową bazyliką, z szerszą nawą główna oraz węższymi i niższymi nawami bocznymi. Obecne kolumny i sklepienia pojawiły się po pożarze sprzed 1248 roku. Sklepienia zostały wykonane z wapienia, masywne żebra, wykazujące wpływ gotyku, należą do najwcześniejszych tego typu w ówczesnej Szwecji.

#### Kaplica grobowa
Wspomniana kaplica po południowej stronie kościoła, pełniąca funkcję kaplicy grobowej, sklepiona jest od wewnątrz okrągłą kopułą i zamknięta od wschodu apsydą, w której znajduje się ołtarz. W ścianie zachodniej znajduje się małe okno wychodzące na ołtarz. Jest to prawdopodobnie tzw. hagioskop (okno umożliwiające widok na ołtarz z zewnątrz). Zachowane we fragmentach romańskie freski datowane są na XII wiek. Podczas badań archeologicznych w 1917 i 1919 roku znaleziono pod posadzką kilka średniowiecznych, kamiennych grobowców, w tym dwa, należące prawdopodobnie do fundatorów kościoła, króla Inge I Starszego i królowej Heleny.

#### Kaplica Douglasów
W XVII wieku kościół klasztorny stał się atrakcyjnym miejscem pochówku dla kilku rodów szlacheckich, w tym rodu Douglasów. Ich kaplica grobowa przy południowej ścianie kościoła, mająca nieregularny, sześcioboczny plan, została zbudowana w 1663 roku dla marszałka Roberta Douglasa, wojskowego wysokiego szczebla, urodzonego w Szkocji, a pozostającego w służbie szwedzkiej. Ściany kaplicy pokrywają freski. W kaplicy znajduje się pięć trumien osób dorosłych, dwie trumny dziecięce, wykonane z blachy miedzianej i pięć urn, z których jedna została wykonana w 1919 roku przez Carla Millesa. Na ścianie wiszą herby rodowe.

#### Prezbiterium
W drugiej połowie XII wieku stare prezbiterium zostało zastąpione przez nowe, wzniesione na planie prostokąta z transeptem. Zostało ono przeznaczone dla sióstr, które gromadziły się w nim przed nabożeństwem. Jednocześnie korpus nawowy stał się miejscem dla wiernych. W średniowieczu kościół pełnił także funkcję kościoła parafialnego. Pod łukiem tęczowym, oddzielającym prezbiterium od korpusu nawowego, znajdowało się w średniowieczu lektorium. Zostało ono usunięte pod koniec XVII wieku i przywrócone podczas renowacji w 1917 roku. Przed płaską ścianą wschodnią z trzema oknami stoi ołtarz główny. Z tyłu ołtarza znajduje się zamykana na drzwiczki szafka, prawdopodobnie zawierająca relikwie. W ścianach po obu stronach ołtarza głównego znajdują się nisze, które służyły jako schowki na naczynia i szaty liturgiczne. Na ścianie północnej znajduje się pomnik nagrobny Anny Eriksdotter Bielke, który został zbudowany w tym samym czasie, co groby królewskie z czasów Jana III Wazy. Widoczne w północnym ramieniu transeptu drzwi, tzw. porta mortuorum (brama umarłych), służyły do wyprowadzania zmarłych sióstr po uroczystościach pogrzebowych na cmentarz. Na północ od północnego ramienia transeptu znajdują się zakrystia (na parterze) i muzeum (na piętrze). W średniowieczu przebiegał tędy wschodni odcinek klasztoru, zbudowany w tym samym czasie co prezbiterium. Na jego parterze znajdowała się zakrystia, a całe piętro zajmowało dormitorium sióstr.

### Wyposażenie

#### Rzeźby
Z najwcześniejszego okresu istnienia kościoła zachowało się kilka rzeźb. Najstarszą z nich jest Madonna na Tronie z Dzieciątkiem  z około 1200 roku, przechowywana obecnie w kościelnym muzeum. Poważnie uszkodzone dzieło ukazuje Marię jako Królową Niebios siedzącą na tronie. Zarówno Maria, jak i Dzieciątko nosiły korony, prawdopodobnie metalowe. Rzeźba jest romańska, ale umiejscowienie Dzieciątka na lewym kolanie wskazuje na wpływy gotyckie. Umieszczona była przypuszczalnie na ołtarzu wskazując na znaczenie Marii podczas liturgii. W muzeum znajduje się również grupa drewnianych rzeźb z 1701 roku, wykonanych przypuszczalnie przez Larsa Larssona i przeznaczonych dla ówczesnego ołtarza głównego; są to: Chrystus Ukrzyżowany, Maria Magdalena, Najświętsza Maria Panna i św. Jan Apostoł.

#### Krucyfiks triumfalny
Wielki krucyfiks triumfalny, zawieszony w łuku triumfalnym, pochodzi z drugiej połowy XII wieku i jest jednym z najstarszych elementów wyposażenia kościoła. Wykonany w stylu romańskim przedstawia Chrystusa jako zwycięskiego króla. Jego głowa była pierwotnie wyprostowana i zwieńczona królewską koroną, ale w późniejszym okresie została usunięta i zastąpiona głową pochyloną, a korona królewska została zastąpiona koroną cierniową. Takie wyobrażenie Zbawiciela związane to było ze zmienionym trendem artystycznym, zgodnie z którym Chrystus, przedstawiany dotychczas jako zwycięski król, zaczął być przedstawiany jako cierpiący i umierający. Dla wiernych był to ważny symbol, ukazujący drogę Chrystusa od śmiertelnego życia do nieba. Takie przedstawienie symbolizowało również średniowieczny kościół, w którym wierni, zgromadzeni w korpusie nawowym reprezentowali świat ziemski, a siostry zakonne i kapłani, zgromadzeni w prezbiterium — świat niebiański.

#### Chrzcielnica
Czasza chrzcielnicy, mająca przekrój czteroliścia, została wyrzeźbiona z gotlandzkiego wapienia, natomiast jej podstawa – z wapienia z Vrety. Czasza, wykonana na Gotlandii w drugiej połowie XIII wieku, prawdopodobnie trafiła do kościoła w związku z jego odbudową po pożarze. W okresie średniowiecza znajdowała się przypuszczalnie w części nawowej, a od 1917 roku mieści się w północnym ramieniu transeptu, które zostało przekształcone w baptysterium. 

#### Stalle i ławka księcia Magnusa
W południowym ramieniu transeptu zachowały się cztery średniowieczne stalle. Mają one prostą konstrukcję z bocznymi krawędziami wyciętymi z całych desek. Ich siedzenia są składane. Stalle przeznaczone były przypuszczalnie dla sióstr zakonnych. W północnym ramieniu transeptu znajduje się niezwykła ławka kościelna z XVI wieku, nazywana potocznie ławką księcia Magnusa (hertig Magnus bänk), ponieważ należała do syna Gustawa I Wazy, Magnusa, księcia Östergötland (zm. 1595), mieszkającego w pobliskiej posiadłości Kungsbro. Ławka jest zamknięta w czworokątnej obudowie i zwieńczona baldachimem, ozdobionym herbem Wazów, flankowanym inicjałami M D (Magnus Dux).

#### Ambona
Ambona, zbudowana w połowie XVIII wieku, składa się z ośmiokątnego kosza ze schodami, zamkniętymi z boku barierką. Ambona została wykonana z drewna dębowego, a ozdoby i rzeźby – z brzozowego. Boki ambony zdobi pięć postaci: Chrystusa oraz, po jego bokach, czterech Ewangelistów: Mateusza, Marka, Łukasza i Jana. Ponad schodami umieszczono postać św. Piotra, a na drzwiach przed schodami – św. Pawła.

#### Epitafia
W kościele zachowało się kilka epitafiów. Jedno z nich, datowane na 1689 rok, wisi po północnej stronie nawy głównej i przedstawiają kwatermistrza östergötlandzkiej kawalerii Månsa Haraldssona i jego żonę, umieszczonych w ozdobnej ramie. Na górze znajduje się emblemat z mieczem i ramieniem z bronią, zwieńczony Chrystusem. W południowym ramieniu transeptu wisi epitafium prepozyta klasztornego, Nilsa Magniego Palumbusa z 1650 roku, przedstawiające jego z żoną i dziesięciorgiem dzieci klęczącymi przed Ukrzyżowanym Chrystusem. 

#### Organy
Części Wielkich Organów znajdują się na XVIII-wiecznej emporze po stronie zachodniej kościoła. Pierwotne organy zbudował w 1747 roku Jonas Wistenius, organmistrz z Östergötland. Nowe organy zostały zbudowane w 1917 roku przez zakład Åkerman & Lund Orgelbyggeri z Sundbyberg. W tym samym czasie odnowiono dawny prospekt organowy Wisteniusa i zamontowano go w jego pierwotnym miejscu. W 1988 usunięto z niego organy. W 1998 roku w prezbiterium zainaugurowano nowe organy. Zbudował je zakład Grönlunds Orgelbyggeri z Gammelstad, natomiast prospekt zaprojektował architekt Ulf Oldaeus ze Sztokholmu.

#### Naczynia liturgiczne i paramenty kościelne
Z kościelnych naczyń liturgicznych wyróżnia  się kielich z około 1390 roku. Pochodzi on z żeńskiego klasztoru Zeven w Hanowerze i został przywieziony do Szwecji przez feldmarszałka, hrabiego Roberta Douglasa i przekazany w darze klasztorowi Vreta w 1657 roku. Jego podstawa jest sześciokątna, na każdym polu znajduje się tarcza z heraldycznym orłem w czarnej emalii oraz tarcza przedstawiająca św. Jana i Maryję stojących pod Ukrzyżowanym Chrystusem. W dolnej części stopy widnieje napis w języku łacińskim, informujący o osobie fundatora kielicha. Na trzonie kielicha znajduje się sześciokątny nodus, zaprojektowany jako niewielka, otwarta edykuła, wypełniona sześcioma miniaturowymi rzeźbami. Z tekstyliów kościelnych wyróżniają się: baldachim ślubny z XVIII wieku, ornaty, antepedia, XX-wieczna bielizna kielichowa i dywan kościelny. 

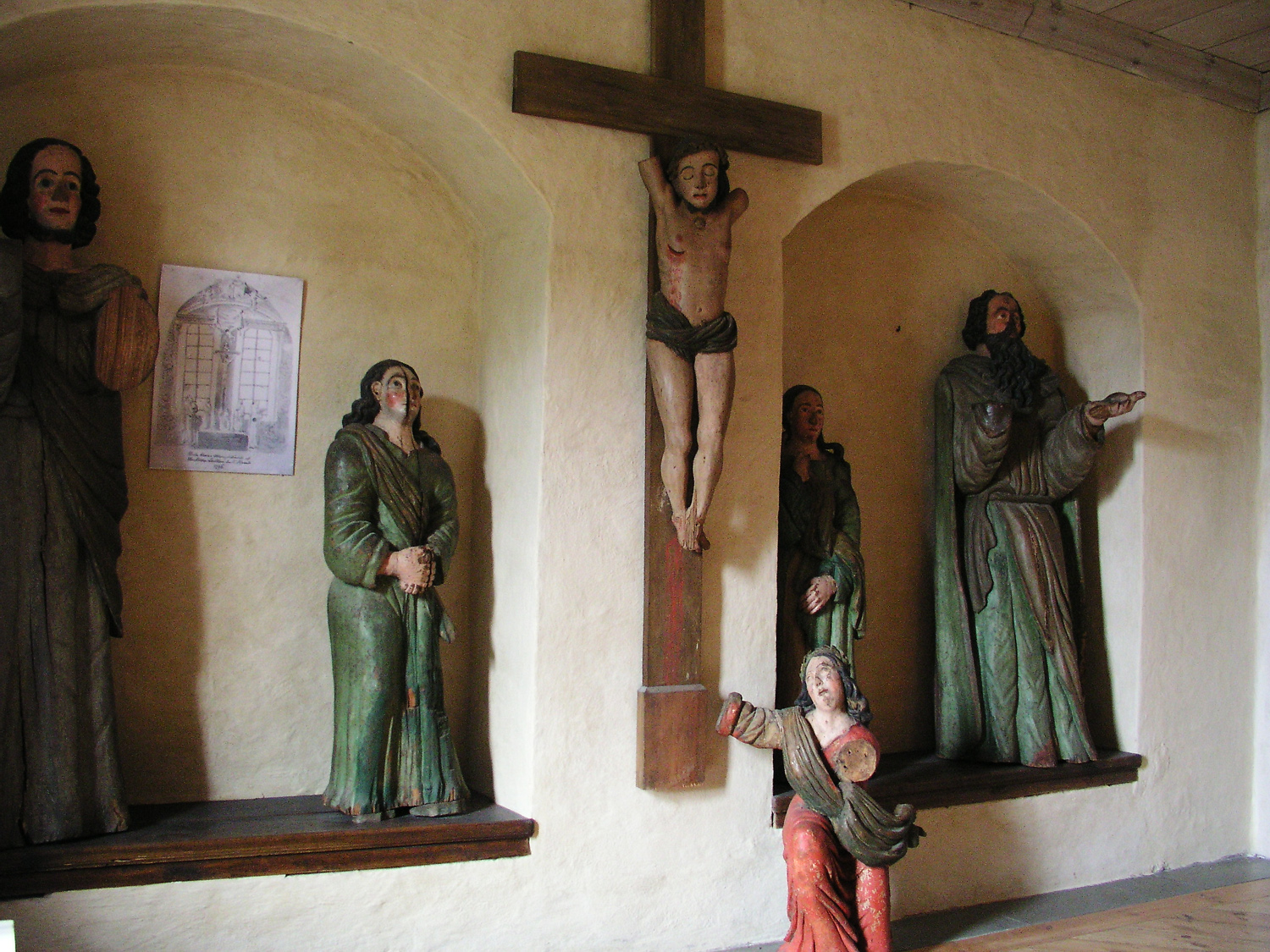
Drewniane rzeźby w muzeum
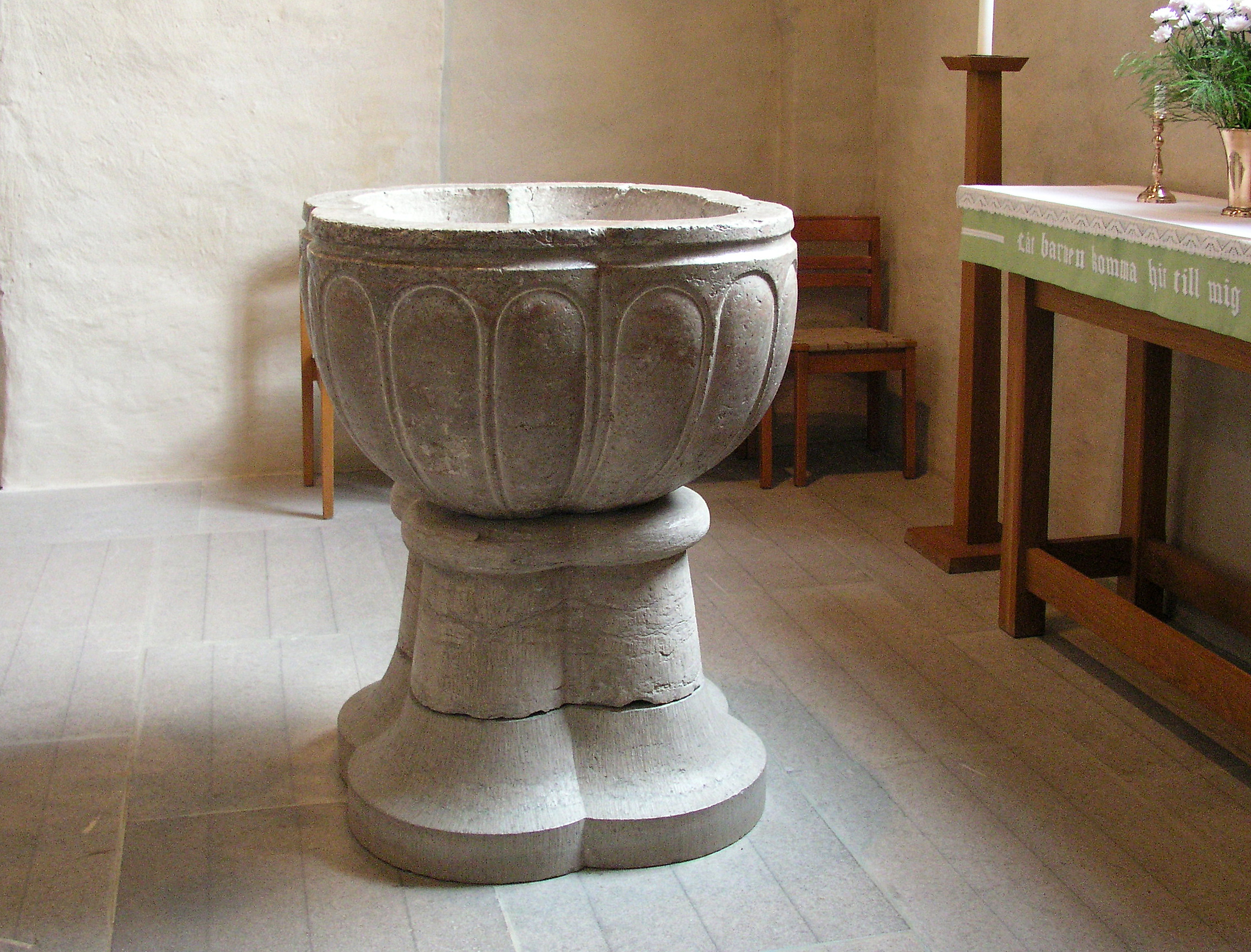
Chrzcielnica
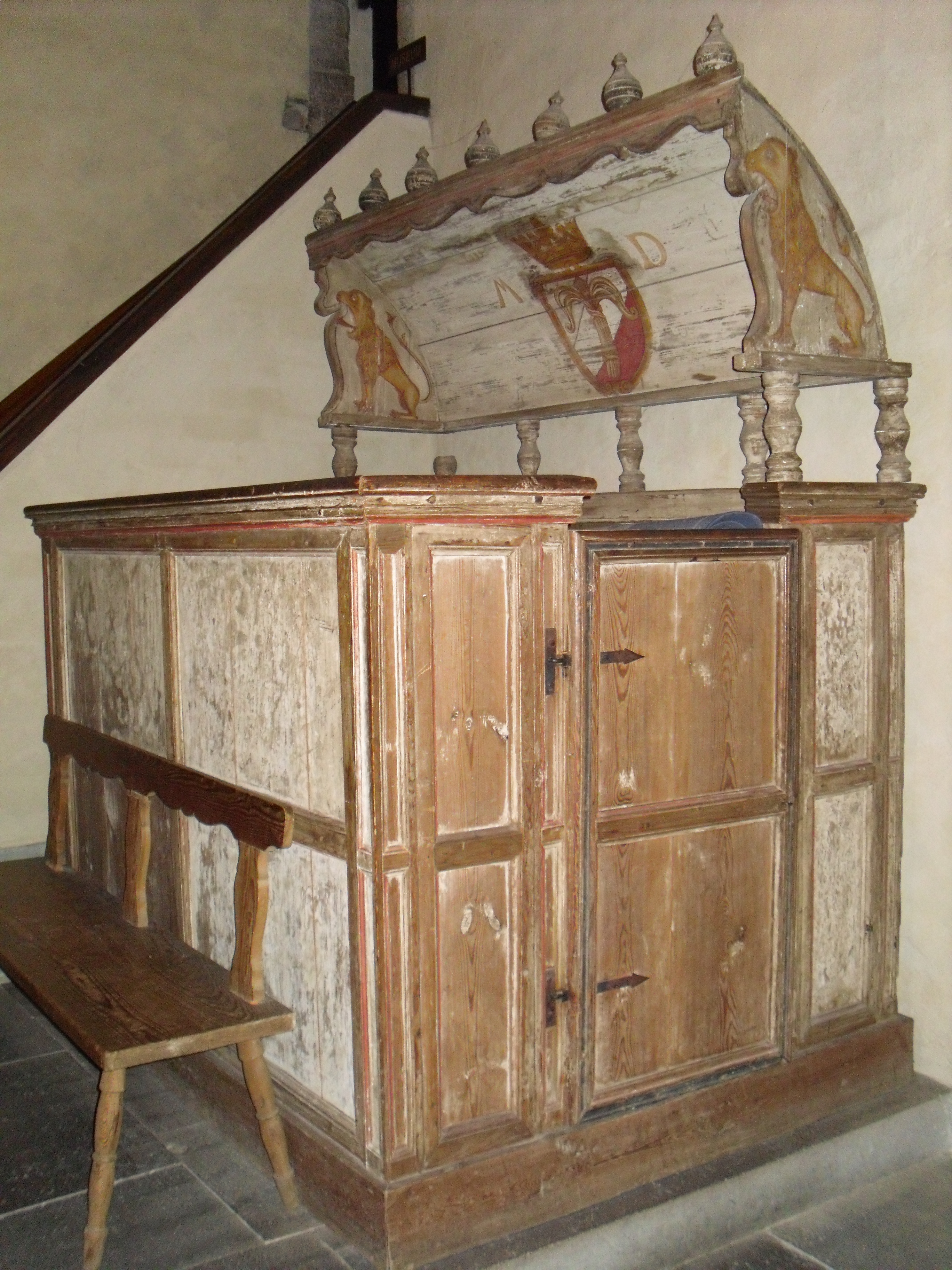
Ławka księcia Magnusa
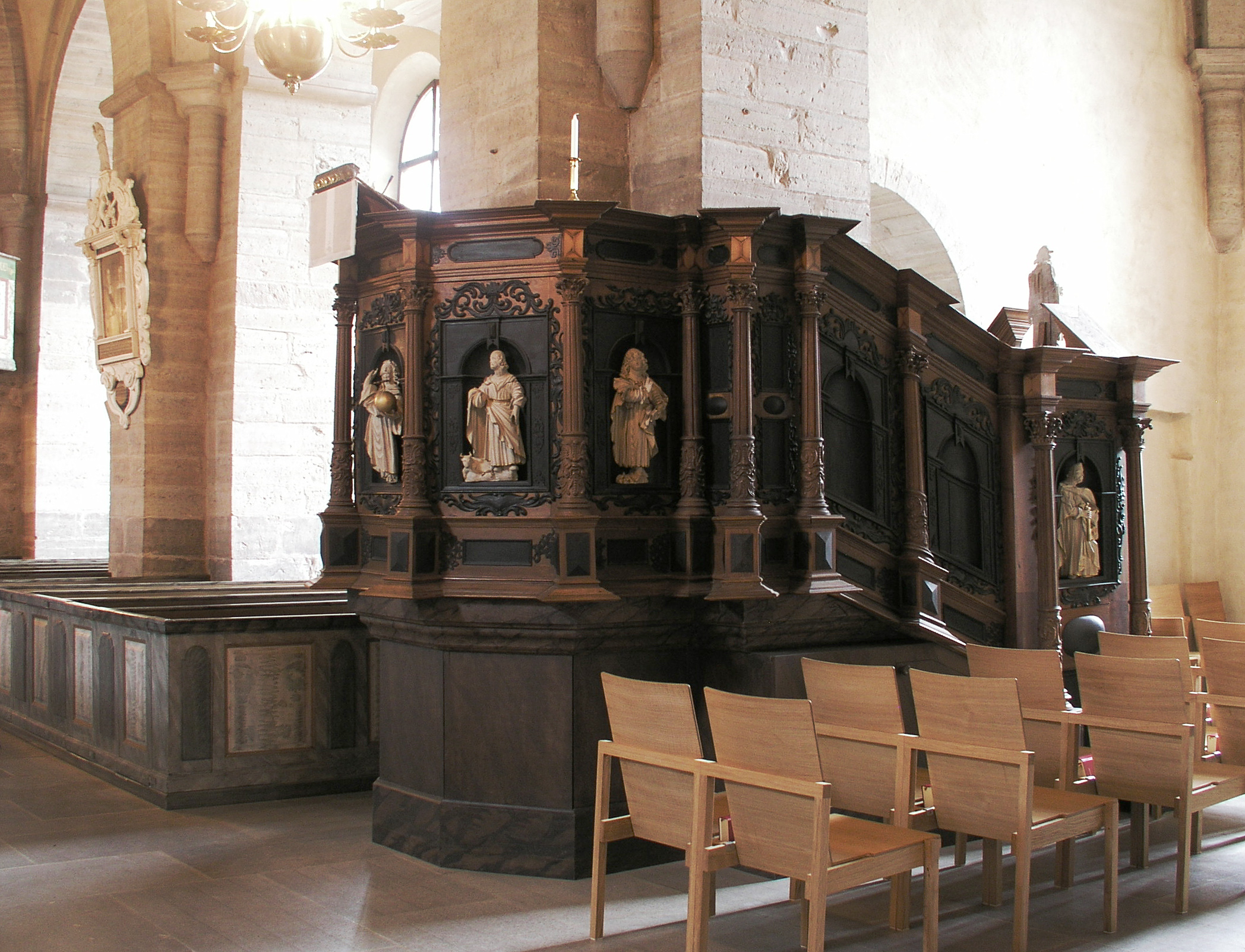
Ambona
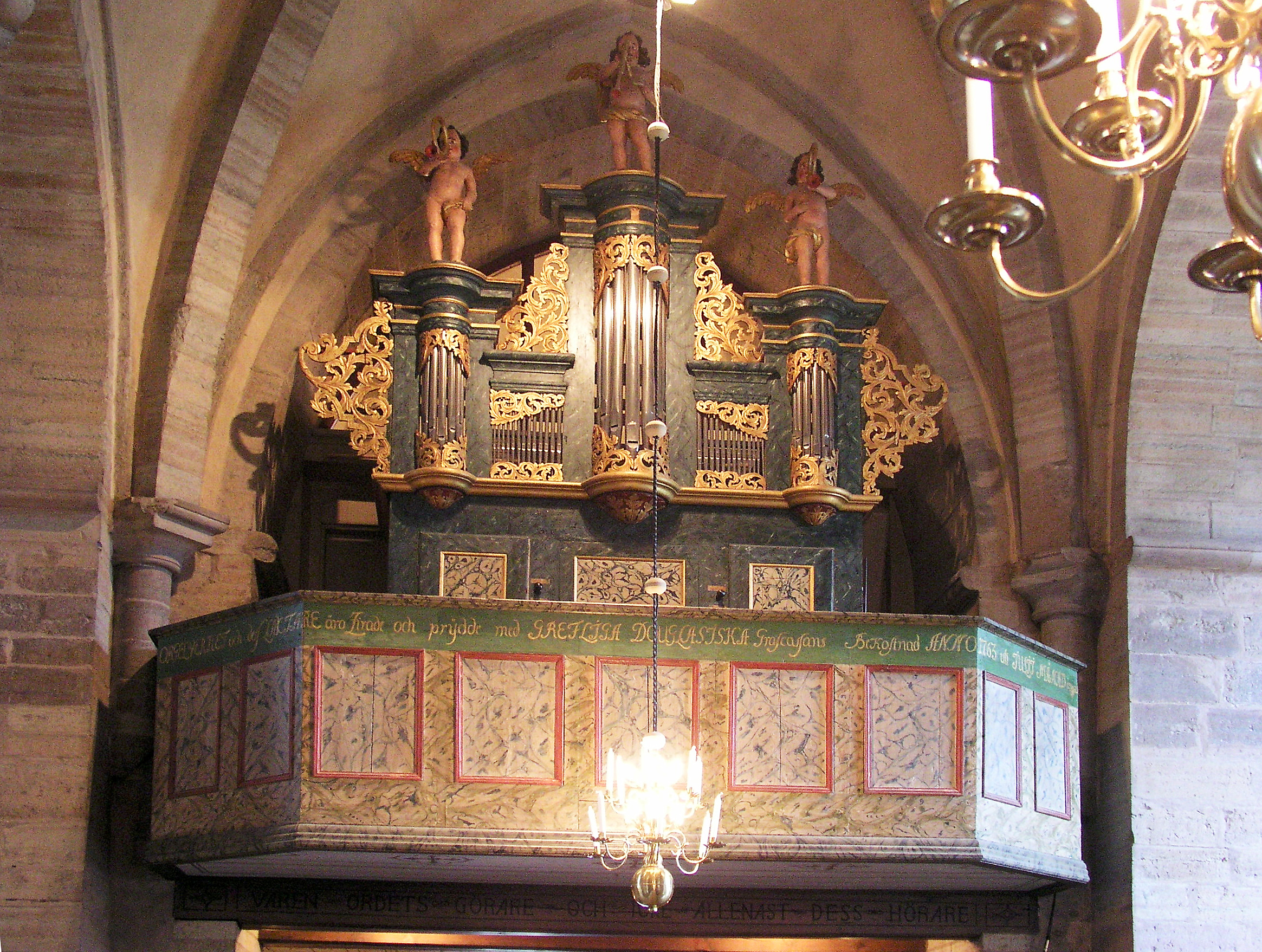
Prospekt organowy Jonasa Wisteniusa

## Cmentarz
W czasach donacji króla Karola Sverkerssona przykościelny cmentarz otoczony był prostokątnym murem, zbudowanym w technice opus spicatum. W okresie późniejszym został poszerzony w kierunku południowym. W średniowieczu był miejscem pochówku zarówno mieszkańców klasztoru jak i parafian. W związku z restauracją przeprowadzoną w drugiej dekadzie XX wieku na wschód od starego cmentarza wybudowano nowy, który w latach 40. i 60. przedłużono w kierunku wschodnim. Cmentarz został ogrodzony wapiennym murem. W jego wschodniej części znajduje się nowoczesny park zmarłych, tzw. minneslund.